# Lasioglossum gussakovskii
Lasioglossum gussakovskii är en biart som först beskrevs av Blüthgen 1929.  Lasioglossum gussakovskii ingår i släktet smalbin, och familjen vägbin. Inga underarter finns listade i Catalogue of Life.